# Atractus caxiuana
Atractus caxiuana är en ormart som beskrevs av Prudente och Santos-Costa 2006. Atractus caxiuana ingår i släktet Atractus och familjen snokar. Inga underarter finns listade.
Arten förekommer i delstaten Pará i södra Brasilien. Honor lägger ägg.